# Беспроводной абонентский доступ
Беспроводной абонентский доступ(от англ. wireless local loop, сокр. WLL) — тип технологий связи, представляющих собой комбинацию радиотелефонной линии и стационарного телефона. WLL используется там, где подключение стационарного телефона к стационарным наземным телефонным сетям невозможно или слишком дорого, а также, например, в малонаселённых сельских регионах. Кроме того, данную технологию используют телефонные операторы, не обладающие собственными сетями, построенными на медно-проводной основе.
Существует два различных принципа функционирования WLL:
- радиопередача от пункта к пункту (радиорелейная связь);
- радиопередача от передатчика ко множеству приёмников, когда базовая станция обеспечивает приём на множество приёмников и используется несколько режимов передачи (каналов доступа) для обеспечения связи одновременно с несколькими радиоприёмниками.

Связь строится по принципу от последней точки стационарной телефонной линии к первой точке новой зоны радиосвязи для подключения системы телефонной службы и/или услуг широкополосного доступа в Интернет для абонентов беспроводной электросвязи. Существуют различные виды систем WLL и технологий:
- широкополосный беспроводной доступ (англ. broadband wireless access, сокр. BWA),
- радио в малой зоне (англ. radio in the loop, сокр. RITL),
- фиксированный радиодоступ (англ. fixed-radio access, сокр. FRA),
- фиксированный беспроводной доступ (англ. fixed wireless access, сокр. FWA).

Система фиксированного беспроводного терминала (англ. fixed wireless terminal, сокр. FWT) отличается от обычных мобильных терминалов, действующих в сотовой сети (таких, как GSM) в том, что фиксированный беспроводной терминал для стационарного телефона предусматривает практически постоянное местонахождение телефонного аппарата без возможности роуминга. WLL и FWT — общие термины для обозначения использующих радиосвязь телекоммуникационных технологий и соответствующих устройств, которые могут быть реализованы с использованием целого ряда различных беспроводных технологий и радио.

## Рекомендуемая литература
- Papadimitriou, G.I. and Pomportsis, A.S. and Nicopolitidis, P. and Obaidat, M.S. Wireless Networks. — Wiley, 2003. — ISBN 9780470858028.
- Webb, W. Introduction to Wireless Local Loop. — Artech House, 1998. — ISBN 9780890067024.